# Avant que de tout perdre
Avant que de tout perdre (Antes de perder tudo) é um curta-metragem francês escrito e dirigido por Xavier Legrand, lançado em 2013.
Ganhou o Grand Prix no Clermont-Ferrand Festival 2013. Ele também foi indicado ao Oscar de 2014 na categoria Melhor Curta-Metragem e ganhou o César de Melhor Curta-Metragem em 2014.

## Sinopse
Um jovem rapaz finge ir para a escola e se esconde debaixo de uma ponte. Uma adolescente em lágrimas fica esperando prostrado no banco em uma parada de ônibus. Uma mulher os pega e os leva ao estacionamento de um hipermercado. As crianças saem do veículo, a mulher abre o porta-malas para extrair um grande saco de lixo. Eles então entram todos os três na loja apressadamente.

## Ficha técnica
- Título: Avant que de tout perdre
- Título Internacional: Just Before Losing Everything
- Diretor: Xavier Legrand
- Cenário: Xavier Legrand
- Fotografia: Nathalie Durand
- Edição: Yorgos Lamprinos
- Sets: Jérémie Sfez
- Produção: Alexandre Gavras
- Empresas Produtoras: KG Productions, Canal+, Centre national du cinéma et de l'image animée
- Empresa de Distribuição: TV5Monde (televisão)
- País de origem: França
- Língua: Francês
- Gênero: Drama
- Duração: 29 minutos

## Elenco
- Léa Drucker : Miriam
- Denis Ménochet : Antoine
- Anne Benoît : Gaëlle
- Miljan Chatelain : Julien
- Mathilde Auneveux : Joséphine
- Claire Dumas : Sophie
- Stéphane Shoukroun : Didier
- Brigitte Barilley : Martine
- Christian Benedetti : M. Savelli
- Catherine Lefroid : Mme Bollocq
- Eric Borgen : M. Biondel
- Lilia Abaoub : Rofia